# イゴル・カッシーナ
イゴル・カッシーナ（Igor Cassina、1977年8月15日 - ）は、イタリアの体操選手。2004年アテネオリンピックの鉄棒で金メダルを獲得した。

## 略歴
2003年世界体操競技選手権アナハイム大会では種目別鉄棒で銀メダル。同種目で2009年のロンドン大会は銅メダル。ヨーロッパ体操競技選手権では2002年のバトラス大会は銅メダル。2005年のデブレツェン大会は銀メダル。2007年のアムステルダム大会は銅メダル。
2002年、カッシーナは世界初の鉄棒の技「バーを越えて後方伸身2回宙返り1回ひねり懸垂」の演技を披露し、この演技は後に「カッシーナ」と名付けられた。